# Argyrodes benedicti
Argyrodes benedicti är en spindelart som beskrevs av Lopez 1988. Argyrodes benedicti ingår i släktet Argyrodes och familjen klotspindlar.
Artens utbredningsområde är Franska Guyana. Inga underarter finns listade i Catalogue of Life.